# (180731) 2004 JW35
2004 جاي دابليو 35 (ويعرف أيضًا باسم (180731) 2004 جاي دابليو 35 وفق تسمية الكوكب الصغير) (بالإنجليزية: 2004 JW35)‏ هو كويكب ضمن حزام الكويكبات؛ وترتيبه 180731 من حيث الاكتشاف.
اكتُشف هذا الجُرم الفلكي بواسطة جيمس ويتني يونغ في 13 مايو 2004.

## وصلات خارجية
- (180731) 2004 JW35 في قاعدة بيانات مختبر الدفع النفاث لأجرام النظام الشمسي الصغيرة

- الاكتشاف · مخطط المدار ·  العناصر المدارية · المعلمات المادية

- (180731) 2004 JW35 على موقع ويكي سكاي: DSS2, SDSS, GALEX, IRAS, Hydrogen α, X-Ray, Astrophoto, Sky Map, Articles and images